# 邱沁宜
邱沁宜（1975年7月31日—），臺灣前電視新聞主播、電視節目主持人，現任東風衛視《單身行不行》主持人、民視新聞台《財經週末趴》、《財經週日趴》主持人。

## 學歷
- 臺北市立中山女子高級中學
- 國立政治大學新聞學系
- 國立臺灣大學財務金融研究所
- 北京大學光華管理學院商學研究所

## 經歷
- 《經濟日報》財經記者
- 《MONEY錢雜誌》記者
- TVBS新聞部主播、主持人
- 壹電視新聞部財經中心執行副總編輯、主播、主持人
- 東風衛視節目主持人
- ETtoday新聞雲節目主持人
- 高點電視台節目主持人
- 民視台灣台節目主持人
- YouTube《宜起上課去》、《宜起變有錢》、《聽宜講看麥》主持人
- 三立iNEWS節目主持人

## 曾主播過或主持過的節目
| 時間                         | 頻道          | 節目                  | 備註                     |
| 待查                         | TVBS-NEWS     | 《整點新聞》          | 主播                     |
| 2007年8月1日—2010年1月       | TVBS頻道      | 《Money我最大》       | 主持人                   |
| 2010年8月16日—2012年4月27日  | 壹電視新聞台  | 《壹線財經》          | 主持人                   |
| 2011年8月16日—2014年4月27日  | 壹電視新聞台  | 《透視CEO》           | 主持人                   |
| 2012年4月30日—2014年5月22日  | 壹電視新聞台  | 《十來運轉 財經夜線》 | 主持人                   |
| 2012年4月30日—2014年5月22日  | 壹電視財經台  | 《決勝股戰場》        | 主持人                   |
| 2013年5月23日—2013年9月16日  | 壹電視新聞台  | 《生活酷壹點》        | 主播                     |
| 2013年5月23日—2013年12月31日 | 壹電視新聞台  | 《壹夜新聞》          | 主播                     |
| 2014年1月1日—2014年3月18日   | 壹電視新聞台  | 《繞著地球跑》        | 主持人                   |
| 2014年3月19日—待查           | 壹電視新聞台  | 《晚間新聞》          | 假日主播                 |
| 2015年3月19日—2015年4月3日   | 壹電視新聞台  | 《正晶限時批》        | 代班主持人，與汪潔民搭檔 |
| 2018年5月7日—至今            | 東風衛視      | 《單身行不行》        | 主持人                   |
| 2019年1月16日—至今           | ETtoday新聞雲 | 《雲端最有錢》        | 主持人                   |
| 2019年8月25日—2020年1月18日  | 高點電視台    | 《高點鬧新聞》        | 主持人，與郭岱軒搭檔     |
| 2019年8月31日—至今           | 民視台灣台    | 《財經週末趴》        | 主持人                   |
| 2019年9月1日—至今            | 民視台灣台    | 《財經週日趴》        | 主持人                   |
| 2021年7月12日—2022年5月31日  | 三立iNEWS     | 《錢進新世界》        | 主持人                   |

## 著作
| 出版日期          | 書名                                             | 出版社     | ISBN                |
| 2010年1月14日出版 | 《投資，越簡單越好賺：財經主播邱沁宜的私房筆記》 | 智富出版   | ISBN 978-9867283290 |
| 2012年3月30日出版 | 《理財就像談戀愛》                               | 如何出版社 | ISBN 978-9861363196 |